# TKSV Duisdorf
Der TKSV Duisdorf (Turn- und Kraftsportverein 1906 e.V. Duisdorf) ist ein Sportverein aus dem Stadtbezirk Hardtberg in Bonn, Nordrhein-Westfalen.

## Geschichte
Am 15. Juni 1906 hatten sich 16 junge Männer in der Gastwirtschaft Christian Faßbender zusammengefunden, um einen Verein zur Pflege des Sports zu gründen. Es sollte aber nicht nur ein Turnverein sein, sondern es sollte auch den Nachbarn bei Brandgefahr geholfen werden. Der Verein bekam den Namen „Turn- und Feuerverein Germania“. Schnell war ein Tambourkorps Teil des Vereins. 1920 kam eine Fußballabteilung hinzu. 1937 kam es zur Vereinigung mit dem Kraftsportverein Duisdorf und der Verein erhielt seinen heutigen Namen.
1959 wurde die Sporthalle an der Schmittstraße fertiggestellt und der Verein nahm in der Folge einen enormen Aufschwung.

## Abteilungen
Der Verein verfügt über folgende Abteilungen:
- Aqua-Sport
- Gymnastik/Fitness
- Leistungsturnen
- Cheerleading
- Ringen/Kampfkunst Kung Fu
- Volkstanz
- Volleyball
- Yoga

## Ringen
1976 stiegen die Ringer erstmals in die 1. Bundesliga auf. In der Saison 1986/87 erreichte der Verein auch erstmals die Endrunde um die deutsche Mannschaftsmeisterschaft. Nach einem Abstieg 1989/90 folgte 1993/94 der Wiederaufstieg. Nach einer Saison meldete der Verein seine Mannschaft aber wieder ab. Der dritte Aufstieg in die 1. Bundesliga erfolgte 2009. Nach der Saison 2013/14 zog der Verein seine Mannschaft aus der 1. Bundesliga zurück.